# ペレゼン地球
もしかして
- レペゼン地球

ではありませんか？